# Bob Mould

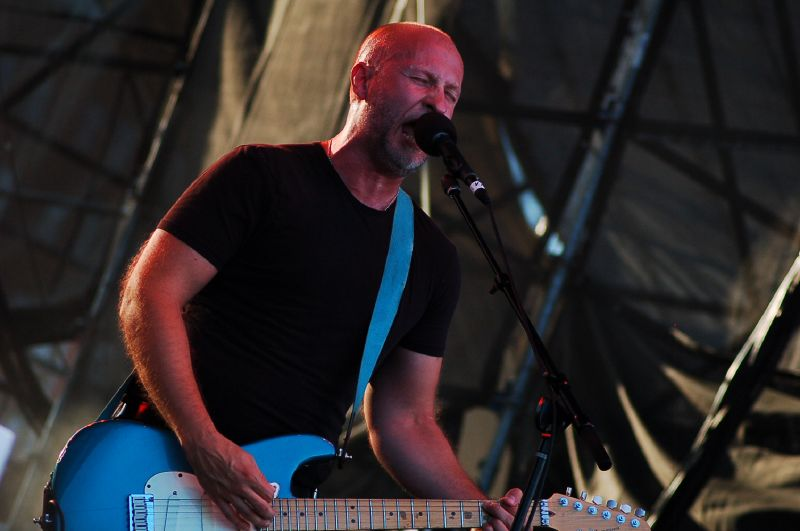
Bob Mould, 2005

Bob Mould (* 16. Oktober 1960 in Malone, New York) ist ein US-amerikanischer Sänger, Songwriter und Gitarrist, der durch seine Tätigkeit bei Hüsker Dü und Sugar bekannt geworden ist. Als DJ tritt er auch unter dem Namen Blowoff auf.

## Werdegang
Bob Mould zog in den 1970er Jahren nach St. Paul, Minnesota, um dort das Macalester College zu besuchen. Im dortigen Plattenladen Memory Lane lernte er Grant Hart und Greg Norton kennen, mit denen er 1978 Hüsker Dü gründete. Diese Band startete als Hardcore-Punk-Band, entwickelte aber mit der Zeit einen Sound, der verzerrte Gitarren mit Melodien verband und so einer der Haupteinflüsse für den späteren Alternative Rock wurde. Hauptsongschreiber der Band waren zu gleichen Teilen Mould und Hart; diese entwickelten jedoch mit der Zeit eine tiefe Abneigung gegeneinander, die durch Drogenmissbrauch noch verstärkt wurde. Im Januar 1988 löste sich Hüsker Dü daher auf, seitdem war die Kommunikation zwischen beiden langfristig gestört. 
Nach der Auflösung von Hüsker Dü nahm Mould zwei Soloalben auf. Workbook ist im Gegensatz zu seiner vorherigen Band ein weitgehend ruhiges Album. Black Sheets of Rain markiert eine Rückkehr zu einem verzerrten Gitarrensound. 1992 gründete er mit Malcolm Travis und David Barbe die Band Sugar, die sehr erfolgreich in der Alternative-Rock-Szene war. Das Album Copper Blue wurde vom New Musical Express zum „Album des Jahres“ bestimmt. Im Jahre 1995 löste sich Sugar auf.
Danach begann Bob Mould, Soloalben zu veröffentlichen. 1996 kam ein selbstbetiteltes Album und 1998 The Last Dog and Pony Show heraus, jeweils kombiniert mit Tourneen durch Amerika und Europa, teils ohne Begleitung durch eine Band. Nach einem Umzug nach New York begann Mould, sich zunehmend für elektronische Musik zu interessieren. Diese elektronischen Einflüsse waren sehr deutlich auf seinen folgenden Alben Modulate (2002) und Long Playing Grooves (2002) zu hören. Letzteres nahm er unter dem Pseudonym LoudBomb auf, einem Anagramm seines Namens. 
Mit dem DJ Richard Morel aus Washington, D.C. ist Mould Teil des DJ-Teams Blowoff und erstellte unter diesem Pseudonym u. a. Remixe für Bands wie Low, Rammstein und Interpol. 2004 kam es bei einem Benefizkonzert für den an Krebs erkrankten (und später verstorbenen) Bassisten der Band Soul Asylum, Karl Mueller, zu einer kleinen Reunion von Hüsker Dü. Am Ende eines Soloauftritts stand er für zwei Lieder wieder mit Grant Hart auf einer Bühne. 
Im Jahre 2005 veröffentlichte Mould ein weiteres Soloalbum Body of Song, auf dem auch Richard Morel, David Barbe (Sugar) und Brendan Canty (Fugazi) mitwirkten. Morel und Canty waren auch bei der nachfolgenden Tour dabei, der ersten seit 1998, die Mould mit einer Begleitband bestritt. Es wurden auch erstmals wieder Hüsker-Dü-Songs im Band-Kontext gespielt. Dokumentiert wurde diese Arbeit mit einer 2007 erschienenen Live-DVD mit dem Titel Circle of Friends. Im Februar 2008 erschien Bob Moulds Album District Line.
Auf dem 2011 erschienenen Album Wasting Light der Band Foo Fighters singt Mould den Hintergrundgesang bei dem Song Dear Rosemary.
Seit 2016 lebt und arbeitet Mould in Berlin.

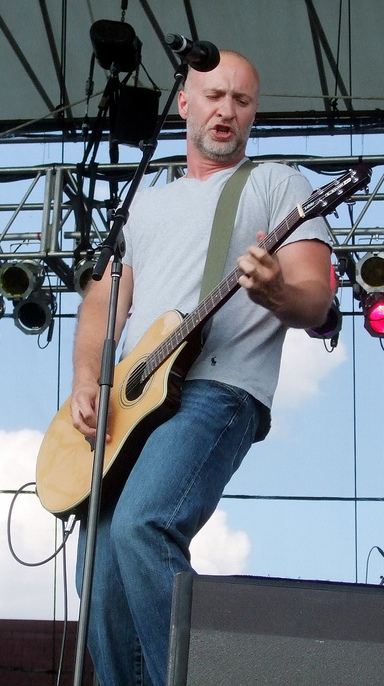
Bob Mould, Juli 2007

## Diskografie
(Für Veröffentlichungen von Hüsker Dü oder Sugar: siehe dort)

| Jahr | Titel                      | Höchstplatzierung, Gesamtwochen, AuszeichnungChartplatzierungen (Jahr, Titel, Platzierungen, Wochen, Auszeichnungen, Anmerkungen) | Höchstplatzierung, Gesamtwochen, AuszeichnungChartplatzierungen (Jahr, Titel, Platzierungen, Wochen, Auszeichnungen, Anmerkungen) | Höchstplatzierung, Gesamtwochen, AuszeichnungChartplatzierungen (Jahr, Titel, Platzierungen, Wochen, Auszeichnungen, Anmerkungen) | Anmerkungen                       |
| Jahr | Titel                      | DE | UK | US | Anmerkungen                       |
| ---- | -------------------------- | --- | --- | --- | --------------------------------- |
| 1989 | Workbook                   | — | — | US127 (14 Wo.)US |                                   |
| 1990 | Black Sheets of Rain       | — | — | US123 (10 Wo.)US |                                   |
| 1996 | Bob Mould                  | — | UK52 (1 Wo.)UK | US101 (1 Wo.)US |                                   |
| 1998 | The Last Dog and Pony Show | — | UK58 (1 Wo.)UK | US164 (1 Wo.)US |                                   |
| 2008 | District Line              | — | — | US191 (1 Wo.)US |                                   |
| 2012 | Silver Age                 | — | — | US52 (2 Wo.)US |                                   |
| 2014 | Beauty & Ruin              | — | UK96 (1 Wo.)UK | US38 (2 Wo.)US |                                   |
| 2016 | Patch the Sky              | — | UK54 (1 Wo.)UK | US82 (1 Wo.)US |                                   |
| 2019 | Sunshine Rock              | — | — | US192 (1 Wo.)US |                                   |
| 2020 | Blue Hearts                | DE42 (1 Wo.)DE | — | US181 (1 Wo.)US |                                   |
| 2025 | Here We Go Crazy           | DE61 (1 Wo.)DE | — | — | Erstveröffentlichung 7. März 2025 |

Weitere Alben
- 1994: Poison Years (Compilation)
- 2002: Modulate
- 2002: Live Dog 98: The Forum, London UK (live)
- 2002: Long Playing Grooves (als LoudBomb)
- 2005: Body of Song
- 2009: Life and Times